# Velykopysarivský rajón
Velykopysarivský rajón (ukrajinsky Великописарівський район) byl rajón v Sumské oblasti na Ukrajině. Hlavním městem byla Velyka Pysarivka a rajón měl přibližně 19 tisíc obyvatel. 

## Sídla v rajónu
- Velyka Pysarivka
- Kyrykivka